# Eduardo Martínez Somalo
Eduardo Martínez Somalo (ur. 31 marca 1927 w Baños de Río Tobía, zm. 10 sierpnia 2021 w Rzymie)  – hiszpański duchowny rzymskokatolicki, doktor prawa kanonicznego, dyplomata watykański, arcybiskup, nuncjusz apostolski w Kolumbii w latach 1975–1979, substytut do spraw ogólnych w Sekretariacie Stanu w latach 1979–1988, prefekt Kongregacji ds. Kultu Bożego i Dyscypliny Sakramentów w latach 1988–1992, kardynał od 1988 (najpierw w stopniu diakona, w 1999 promowany do stopnia prezbitera), prefekt Kongregacji ds. Instytutów Życia Konsekrowanego i Stowarzyszeń Życia Apostolskiego w latach 1992–2004, kamerling Świętego Kościoła Rzymskiego w latach 1993–2007, protodiakon Kolegium Kardynalskiego w latach 1996–1999.

## Życiorys
Studiował w seminarium w Logrono, następnie na Papieskim Uniwersytecie Gregoriańskim (gdzie obronił licencjaty z teologii i prawa kanonicznego). Święcenia kapłańskie przyjął 19 marca 1950 w Rzymie. 18 sierpnia 1956 obronił doktorat z prawa kanonicznego na Papieskim Uniwersytecie Laterańskim, ponadto uzyskał przygotowanie dyplomatyczne na Papieskiej Akademii Duchownej. Przez pewien czas pracował w hiszpańskiej diecezji Calahorra, gdzie był duszpasterzem, pracownikiem kurii biskupiej oraz wykładowcą Institute Marco Fabio Quintiliano. W sierpniu 1956 podjął pracę w dyplomacji Stolicy Apostolskiej; prowadził wykłady w Papieskiej Akademii Duchownej w Rzymie oraz kierował sekcją hiszpańską Sekretariatu Stanu; w kwietniu 1960 został obdarzony tytułem nadzwyczajnego tajnego szambelana papieskiego. Towarzyszył papieżowi Pawłowi VI w pielgrzymce na XXXI Międzynarodowy Kongres Eucharystyczny w kolumbijskiej Bogocie w sierpniu 1968. W 1970 był radcą delegatury apostolskiej w Wielkiej Brytanii, w latach 1970–1975 zajmował stanowisko asesora w Sekretariacie Stanu oraz prowadził jednocześnie działalność duszpasterską w szpitalach Rzymu. W maju 1970 otrzymał tytuł prałata honorowego Jego Świątobliwości.
12 listopada 1975 Paweł VI mianował go arcybiskupem tytularnym Tagory i nuncjuszem w Kolumbii; sakry biskupiej udzielił mu 13 grudnia 1975 sekretarz stanu kardynał Jean Villot. Arcybiskup Martínez Somalo powrócił do Watykanu w 1979 i objął funkcję substytuta w Sekretariacie Stanu. W czerwcu 1988 został wyniesiony przez Jana Pawła II do godności kardynalskiej, otrzymując diakonię SS. Nome di Gesu. W lipcu 1988 został prefektem Kongregacji Kultu Bożego i Dyscypliny Sakramentów, a w styczniu 1992 prefektem Kongregacji Instytutów Życia Konsekrowanego i Stowarzyszeń Życia Apostolskiego.

Herb Eduardo Martíneza Somalo jako kardynała-kamerlinga w okresie sede vacante w 2005.

Brał udział w wielu sesjach Światowego Synodu Biskupów w Watykanie; wchodził w skład sekretariatu generalnego Synodu, a w sesji specjalnej dla Kościoła europejskiego (listopad-grudzień 1991) i IX sesji zwykłej (październik 1994) pełnił funkcję prezydenta-delegata. Uczestniczył również w konferencjach generalnych Episkopatów Latynoamerykańskich (1979 w Puebla, Meksyk; 1992 w Santo Domingo, Dominikana). Reprezentował Jana Pawła II w charakterze specjalnego wysłannika lub legata na uroczystościach religijnych i rocznicowych, m.in. na V Narodowym Kongresie Eucharystycznym Ekwadoru w Guayaquil (listopad 1988) i na I Narodowym Kongresie Eucharystycznym Dominikany w Santo Domingo (listopad 1991).
Od kwietnia 1993 (po śmierci kardynała Sebastiano Baggio) do kwietnia 2007 roku pełnił funkcję kardynała-kamerlinga św. Kościoła Rzymskiego (szambelana Komnaty Apostolskiej); od stycznia 1996 do stycznia 1999 przysługiwał mu również tytuł kardynała protodiakona. W styczniu 1999 został promowany do rangi kardynała prezbitera, zachował dotychczasowy tytuł SS. Nome di Gesu (na zasadzie pro hac vice). Z prefektury Kongregacji Instytutów Życia Konsekrowanego i Stowarzyszeń Życia Apostolskiego zrezygnował w lutym 2004, ze względu na osiągnięcie wieku emerytalnego. Jako kamerling św. Kościoła Rzymskiego przejął pełnię władzy wykonawczej w państwie Watykan w chwili śmierci Jana Pawła II w kwietniu 2005. 4 kwietnia 2007 papież Benedykt XVI, w związku z osiągnięciem przez Somalo wieku emerytalnego, wyznaczył na jego następcę sekretarza stanu Watykanu, kardynała Tarcisio Bertone. Kilka dni wcześniej utracił także prawo udziału w konklawe.
Zmarł 10 sierpnia 2021 w wieku 94 lat.

## Odznaczenia
- Cavaliere di Gran Croce Orderu Zasługi Republiki Włoskiej – 1985, Włochy[2]
- Grande Ufficiale Orderu Zasługi Republiki Włoskiej – 1972, Włochy[3].